# Maurice Dubourg
Vous lisez un « bon article » labellisé en 2010.
Pour les articles homonymes, voir Dubourg.
Maurice Dubourg, né le 8 août 1878 à Besançon (Doubs) et mort le 31 janvier 1954 dans la même ville, est un clerc franc-comtois de l'Église catholique romaine, prêtre chanoine diocésain, puis évêque de Marseille de 1928 à 1936, et enfin archevêque de Besançon de 1936 à 1954. Durant la Seconde Guerre mondiale, il reconnaît la légitimité et les valeurs du régime instauré par le chef de l'État français, le maréchal Philippe Pétain, mais se montre soucieux du sort des réfugiés espagnols et des travailleurs soumis au Service du travail obligatoire (STO). Il est, après-guerre, à l'origine de la création du monument votif de Notre-Dame de la Libération sur la colline des Buis, à Besançon, et soutient les innovations d'art sacré au sein du diocèse bisontin.

## Biographie

### Enfance, études et débuts

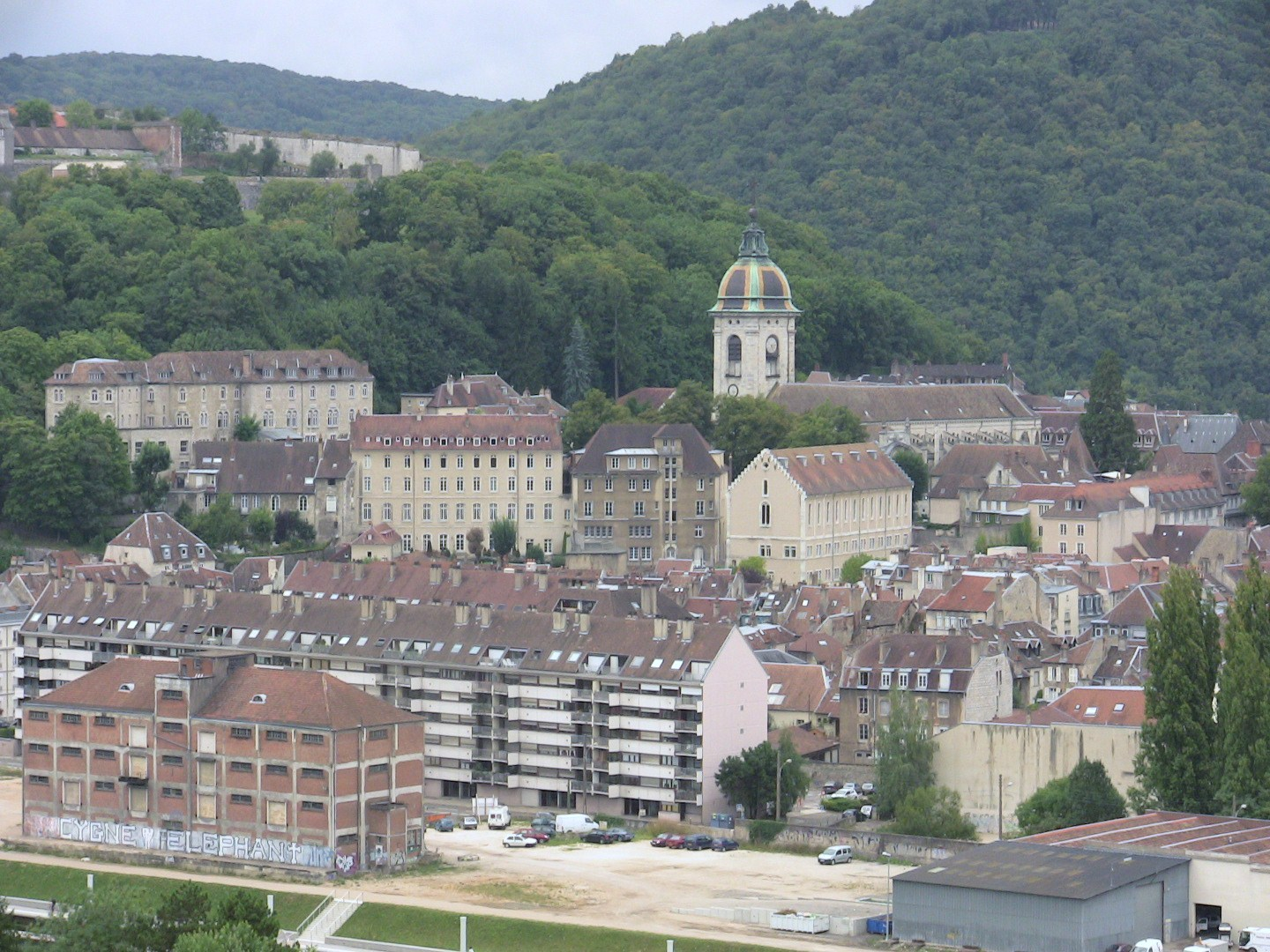
Besançon, le quartier Saint-Jean.

Louis Maurice Dubourg est né le 8 août 1878 dans la ville de Besançon (Doubs),. À l'automne 1882, le petit Dubourg entre à l'Institution Sainte-Marie située dans le quartier Saint-Jean de la capitale comtoise ; encore vêtu de la robe enfantine, il est alors âgé de quatre ans. En ce lieu devenu le Collège Saint-Jean, le futur archevêque fait ses études jusqu'au baccalauréat de Philosophie. Le jeune Dubourg fréquente ensuite la faculté (ou École) de droit de Besançon. C'est à Paris qu'il poursuit son cursus d'étudiant et de jeune stagiaire de la Conférence des avocats. Commençant une carrière de jeune avocat parisien, il milite, parallèlement, au Sillon, le mouvement politique et idéologique du journaliste et homme politique Marc Sangnier qui souhaite rapprocher les catholiques de la République et arracher les ouvriers à l'influence de la gauche anticléricale. D'autre part, Dubourg est membre d'une conférence de Saint-Vincent-de-Paul où il secourt les familles pauvres de comtois exilés à Paris. En 1903, l'abbé fonde le célèbre club omnisports à Vesoul, l'Avant-garde de la Motte. En 1906, Maître Dubourg entre au Séminaire parisien de Saint-Sulpice, établissement d'enseignement supérieur destiné à former des prêtres catholiques,. Au bout de trois ans, il est ordonné prêtre le 3 juillet 1909 à moins de 31 ans et commence sa carrière à Vesoul comme vicaire.

### Mobilisation militaire
Pendant la Première Guerre mondiale, l'abbé Dubourg est officier, aumônier militaire et brancardier,. Parti à la mobilisation au sein du 7e Corps d'armée il réussit à se faire affecter, par son obstination et au mépris de tous les règlements, au 170e régiment d'Infanterie, qui appartenait à une division d'attaque spécialisée dans les « coups durs ». Selon le médecin général Fourgereau, « courageux, certes, il l'était ; parfois même, il paraissait imprudent… Mais non, M. l'Aumônier n'était pas téméraire ; il assurait un service dont l'importance et la complexité m'effarait… Mais si l'abbé Dubourg était courageux, avec une calme simplicité, il l'était avec un chic qui faisait l'admiration générale, et ce chic, il le devait surtout à ce légendaire sourire qu'il ne perdait en aucune circonstance, si tragique soit-elle ». Il est décoré de la Croix de guerre 1914-1918, bénéficie de cinq citations élogieuses évoquant une « bravoure légendaire ». Bien plus tard, quelques jours seulement avant sa mort, il sera nommé  commandeur de la Légion d'honneur.

### Premières œuvres
La paix retrouvée, l'abbé Dubourg retrouve Vesoul. En 1919, il est nommé à la direction des Œuvres de l'archidiocèse de Besançon, dans la très bisontine rue de la Vieille-Monnaie, où il travaille alors seul avec l'abbé Gaillard. Il est alors, de 1919 à 1928, le réorganisateur de la Ligue Féminine et le directeur et agent actif de regroupement de l'« Union des Catholiques du Diocèse », union issue de l'« Association des chefs de famille » du diocèse de Besançon, lancée avant-guerre pour défendre la neutralité scolaire.
Durant la même période, avec le chanoine Dubourg, qui multiplie les groupes, forme les aumôniers et suscite des personnalités de jeunes, les mouvements de jeunesse reprennent (dès 1919) leurs activités : la « Thom », la brillante Union Comtoise et surtout l'Association catholique de la jeunesse française (A.C.J.F.),. D'ailleurs, au sein des Œuvres diocésaines, fonctionne le « Comité régional » dont la moyenne d'âge est de vingt ans. 1922 est l'année d'un nouveau départ pour l'A.C.J.F. qui connut de grandes heures avant 1914. La devise est « Piété, Étude, Action », ceci dans le cadre progressif suivant : Famille, Profession, Cité. « Vous ne prierez jamais assez », « Ne restez jamais un jour, jamais une nuit, avec un péché mortel, s'il le faut, aller réveiller un prêtre » répète alors le chanoine Dubourg, « si tendrement bon », mais « sans faiblesse sur les principes ». Sous son égide, ont lieu les Congrès eucharistiques de Gray, dans la Haute-Saône, en 1924, de Montbéliard, dans le Doubs, en 1925 et de Morteau, dans le Haut-Doubs en 1926. En parallèle avec les cercles d'études qui ont plus de peine à démarrer, le Chanoine Dubourg fonde une petite feuille catholique, Vers l'Avenir, journal de jeunes. Ce journal compte 3 500 abonnés. Le Comité régional visite les paroisses, crée et anime des groupes, et tente de faire face à l'anticléricalisme remis à l'ordre du jour. Les réunions des comités et les réunions dites « de masse », marquent au moins un point. Le chanoine Dubourg aime à rappeler : « l'action n'est qu'un moyen, n'en faites pas un but ; sachez convaincre sans offenser ; servir sans penser à recevoir ». Un soir d'automne, sortant du Kursaal de Besançon, un « immense monome de trois cents jeunes » parcourt la Grande Rue et face à l'église Saint-Pierre, en plein centre ville, adjure la Vierge Marie de « pardonner et d'éclairer ». En 1923 (le premier numéro date du mois de janvier), le chanoine Dubourg fonde, d'autre part, un nouveau journal, Dieu et Famille, « le journal de l'Union des Catholiques » afin, selon J. Panier, de « donner des consignes, créer, en dehors des partis, une action spécifiquement catholique ». Le journal est mensuel, traite de questions familiales, scolaires, agricoles et sociales, et l'abonnement ne dépasse pas deux francs ce qui le met à la portée de tous. Le 28 février 1928, l'Institution Sainte-Marie reçoit son ancien élève Dubourg.

### Évêque de Marseille puis archevêque de Besançon

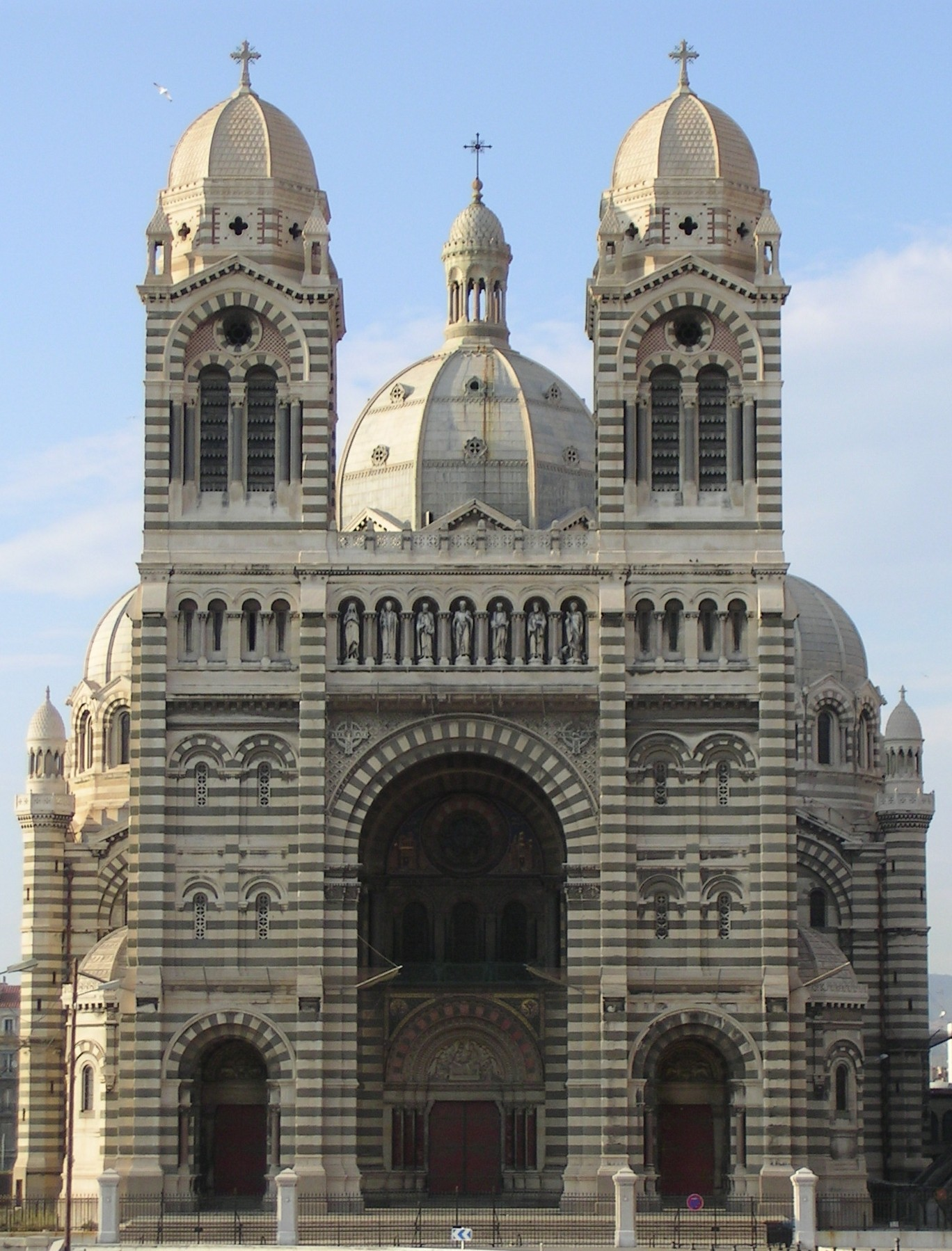
Sainte-Marie-Majeure ou La Major, église cathédrale de l'archidiocèse de Marseille.

Le 17 décembre 1928, le chanoine Dubourg est nommé évêque de Marseille,. Il est consacré évêque le 25 février 1929 par le cardinal Charles-Henri-Joseph Binet, archevêque de Besançon et Paul Rémond alors aumônier général de l'armée du Rhin, évêque titulaire de Clysma (de). Le nouvel évêque s'installe officiellement le 9 mars 1929. En partance pour Marseille, Dubourg donne à l'archidiocèse de Besançon sa maison familiale sise à Gouille, en banlieue de Besançon, la villa Saint-Charles dite plus tard « la villa épiscopale » pour en faire un centre de retraites. Grâce à NNSS Béjot et Pourchet (futur évêque de Saint-Flour) la villa accueillera des groupes de Jeunesse étudiante chrétienne, d'action catholique, des retraites sacerdotales, scolaires... Dubourg nommé à Marseille, son successeur à la Direction des Œuvres de l'archidiocèse de Besançon est l'abbé Gaillard.
Le premier ministère du nouvel évêque, d'une durée de huit ans, est marqué par le couronnement de la statue de Notre-Dame-de-la-Garde, en 1931 et par la grande Exposition catholique de 1935. Le jour de son intronisation comme archevêque de Besançon, le Président de la Chambre de Commerce de Marseille, exprimera le regret de tous les Marseillais, protestant, pour beaucoup d'entre eux, contre l'étrange organisation ecclésiastique qui, d'un évêque de Marseille fait  un archevêque de Besançon !

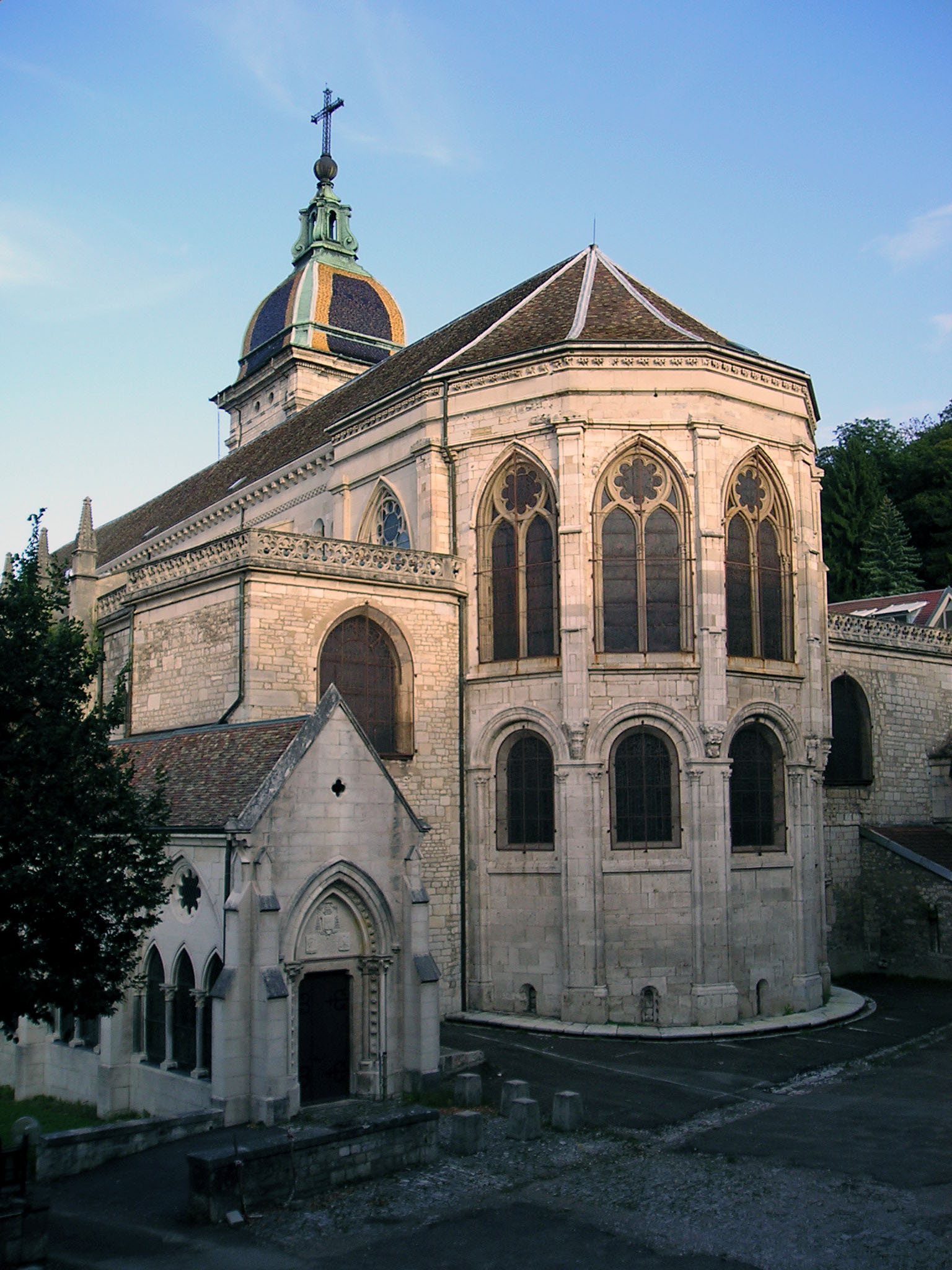
Saint-Jean, église cathédrale de l'archidiocèse de Besançon.

Dubourg est ainsi nommé  à cette dernière fonction le 9 décembre 1936 et est intronisé dans la capitale comtoise le 18 février 1937. Sous son pontificat, la Maîtrise de la cathédrale Saint-Jean de Besançon est reconstruite, le futur Collège technique Saint-Joseph est mis en chantier à Besançon, une chapelle est fondée pour le camp du Valdahon, un centre catéchistique est ouvert, le journal L'Éclair Comtois est réorganisé, une enquête est réalisée sur le chant d'Église et la piété mariale, les « Journées liturgiques de malades » sont créées à Belfort. En 1937, Dubourg accueille, à la cathédrale, les anciens combattants allemands de Fribourg-en-Brisgau, invités à Besançon. Des centaines de jeunes participent au congrès du dixième anniversaire de la Jeunesse ouvrière chrétienne et de la Jeunesse agricole catholique à Paris (1937 et 1938). Un pèlerinage d'un millier d'hommes est conduit à Lourdes en 1938. 1938, par ailleurs, année mariale pour le troisième centenaire du vœu de Louis XIII, trouve son point culminant au Congrès de Belfort. À Meaux, Dubourg est l'orateur de l'anniversaire de la victoire de la Marne. En juillet 1939, on note le huitième centenaire de l'abbaye de la Grâce-Dieu, le centenaire du Refuge, une route Gray-Mattincourt inaugurée en l'honneur de saint Pierre Fourier, et l'inauguration d'une statue de saint Colomban dans la cour d'honneur du séminaire de Luxeuil-les-Bains. Le 19 mars 1938, Dubourg bénit le Collège Saint-Joseph, créé par l'abbé Gaillard.

### La Seconde Guerre mondiale
Dès janvier 1939, arrivent à Besançon 1 350 réfugiés espagnols qui fuient le régime autoritaire national-catholique du général Francisco Franco. Pour contrer les réactions xénophobes voire racistes, Dubourg s'adresse à ces fidèles : « Pourquoi faut-il que certaines personnes semblent ne pas comprendre ces gestes de bonté qui unissent sur le terrain de la charité des personnes d’opinion et de milieux divers. On dit que ces réfugiés ne sont pas intéressants, qu’ils ne méritent pas notre pitié et que c’est faire une mauvaise action que de secourir les ennemis de l’ordre social. Est-il possible que des considérations aussi païennes trouvent crédit chez des catholiques. (...) En tant que représentant de notre divin Sauveur qui est venu sur terre nous prêcher la bonté, le pardon des offenses, Nous devons élever contre de tels propos la plus indignée des protestations et porter une sévère condamnation. (...) Ah, chers fidèles de Besançon, Nous vous en supplions, n‘endurcissez pas vos cœurs, ne vous laissez pas gagner par cet esprit païen qui tend à pénétrer partout et dont vous pourriez être un jour à votre tour les victimes douloureuses[réf. souhaitée] »

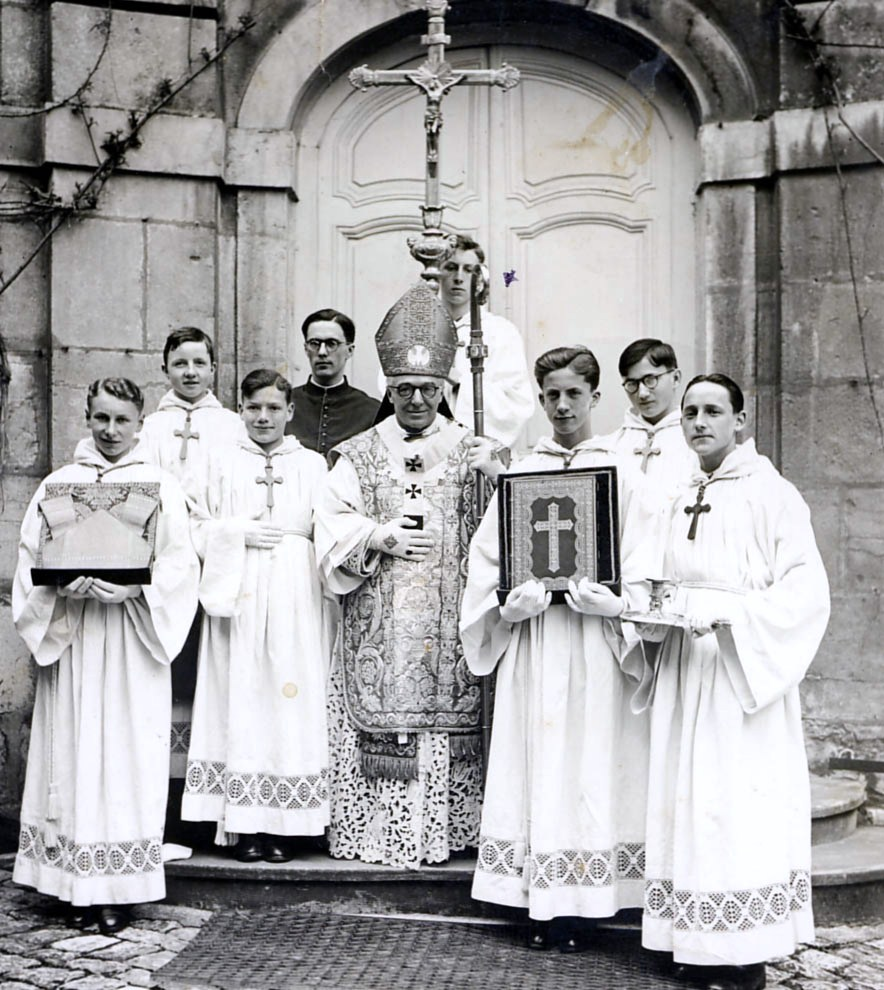
Maurice Dubourg (au centre) en 1939.

La ville de Besançon est occupée par l'armée allemande national-socialiste le 16 juin 1940 ; Dubourg s'exprime dans deux notes : la première qu'il lit en l'église Saint-Pierre le dimanche 23 juin 1940, la seconde le 27 juin 1940 : « Disons-le bien haut, c'est trahir la patrie et l'honneur que d'accueillir comme des amis ceux qui viennent chez nous, si corrects soient-ils, avec le seul droit de la force. Donnons-leur ce que nous ne pouvons pas leur refuser : c'est la loi de la guerre. Soyons corrects, mais ne soyons pas serviles. À plus forte raison, ni sourires de complaisance, ni familiarité. Restons dignes... La guerre n'est pas finie. Et nul ne sait ce que nous réserve l'avenir, ». Ces déclarations entraînent la saisie par les occupants allemands de la Semaine Religieuse qui publiait ces textes et une mise en garde à vue de dix jours, au siège de la Kommandantur, du vicaire général Galland, tenu pour responsable.
Quelques semaines plus tard, Dubourg expose à son clergé, lors des « Journées Sacerdotales » de septembre-octobre 1940, les difficultés de la pratique pastorale, au sein du nouveau régime : « Est-ce à dire que notre ministère ne se heurtera pas à d'énormes difficultés ? À supposer que les institutions soient notablement améliorées, les esprits ne seront pas changés de sitôt. Et certaines mesures de stricte justice, comme l'abrogation de la loi de 1904, loin d'apaiser les esprits, serviront de prétexte à de nouvelles campagnes anticléricales. Nous serons surveillés, épiés, combattus ? Que faire ? (...) Nous ne devons pas triompher comme si nous avions gagné une bataille ». Dubourg juge que le gouvernement du maréchal Philippe Pétain est légitime, même après le débarquement de 1942. Devant son chapitre, il déclare en janvier 1941 : « Soumis à l'autorité religieuse comme notre foi nous en fait un devoir, nous respectons, nous vénérons et nous aimons le chef de l'État. Nous ne sommes pas et nous ne serons jamais de ceux qui se permettent de juger ses décisions et de les condamner, alors qu'ils ne connaissent rien des raisons qui les motivent ». Pendant des mois, chaque premier vendredi, à 7 h du matin, Dubourg reçoit chez lui un groupe d'hommes, afin d'étudier la situation et le comportement qui doit être celui des Français.
Le 19 juin 1941, il demande à ses curés de lire une lettre pastorale sur « Notre devoir présent » dans laquelle il rappelle à ses clercs et fidèles la doctrine de Léon XIII sur la soumission à l'autorité légitime. Il souhaite « lever le trouble où se trouvent actuellement certains esprits, inquiets de la marche des événements et peu disposés à suivre le chef de l'État dans la voie où il s'est engagé... ». Certains curés occultent la lettre, d'autres la marmonnent à leurs fidèles de manière inintelligible, d'autres encore pensent que le texte a été imposé à l'archevêque et, donc, qu'il n'oblige pas leur conscience. Ces initiatives sont déplorées par Dubourg qui demande, d'ailleurs, que « l’effigie du glorieux soldat qui préside aux destinées de la France (...) symbole de vaillance, d’héroïsme, de dévouement et d’abnégation » soit affichée dans les locaux paroissiaux. En effet, soucieux de rechristianiser le pays, le prélat comtois adhère aux valeurs du nouveau régime : travail, famille, patrie. De formation juridique, il est sévère pour les pillages et les exécutions sommaires de quelques groupes de Résistance. Il souhaite que le prêtre reste en dehors des questions politiques et maintient, pour les laïcs, l'incompatibilité entre direction de mouvements catholiques et militantisme politique. Comme ses confrères évêques français, Dubourg s'oppose à la réalisation d'une jeunesse unique et insiste sur l'entrée résolue des prêtres dans l'Action catholique. Concernant les crucifix qui avaient été replacés dans les écoles dans plus de deux cents communes du Doubs, Dubourg affirmera ultérieurement, dans une lettre écrite en 1950 non rendue publique mais qui circule : « L’archevêché n’a jamais ordonné ni conseillé la pose du crucifix dans aucune école publique ». Les mesures antisémites, ne sont pas publiquement condamnées par l'archevêque comtois. Mais il fait rédiger une note par le Supérieur du Grand Séminaire, en vue d'une instruction orale au clergé : « Tous les droits naturels de l’homme sont lésés par les mesures de proscription contre les juifs (...). Saisir des malades, séparer des familles, les parquer dans des locaux insuffisants, on ne ferait pas ça pour du bétail. Arracher les enfants aux familles, un tel déchaînement de violence est une humiliation pour l’humanité ». Malheureusement, ces paroles restent confidentielles. Il sauve de la destruction les rouleaux de la Loi de la synagogue avec son ami d’enfance le Dr Maxime Druhen et le Chanoine Rémillet, curé de l’église Sainte-Madeleine. Ils cachèrent les précieux documents dans l’ouvroir de cette dernière jusqu’à la Libération ou ailleurs selon les sources. Des meubles ont été également sauvés de la même manière. Leur action courageuse fut un geste de fraternité salué lors du 125e anniversaire de la synagogue.

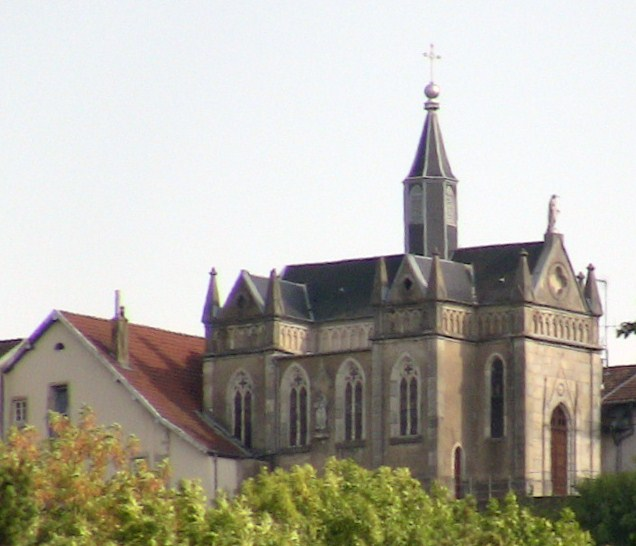
La colline des Buis et sa Chapelle dédiée à Notre-Dame des Buis, hauts lieux spirituels de la ville, attiraient un pèlerinage remontant au moins au XVIIe siècle.

En ce qui concerne le Service du travail obligatoire, Dubourg s'exprime ainsi dans une de ses Lettres au clergé : « Que faire qui soit efficace ? Nous ne saurions envisager des protestations verbales isolées qui risqueraient fort — si elles retenaient l'attention de ceux qu'elles voudraient atteindre — d'avoir pour effet sinon une augmentation du nombre des réquisitionnés — du moins une aggravation du sort qui leur est réservé ! ». Dubourg et trois autres évêques rappellent à leurs diocésains « que la guerre a des lois sévères et que le vaincu est dans la nécessité de subir le malheur qu'il n'a su éviter ». Ils déplorent également « la dureté qui préside aux réquisitions mais ne doutent pas que des mesures sévères soient prises pour éviter semblables tristesses ». Selon eux, « il ne serait pas concevable que ces départs massifs prennent le caractère d'une véritable déportation ». À la mi-décembre 1942, Dubourg écrit au Cardinal Emmanuel Suhard : « Je sais que des réquisitions du même genre se font ailleurs : dans le Nord, dans le Cher, en Saône-et-Loire, etc. » Il propose donc que l'Assemblée des Cardinaux et archevêques écrive aux fidèles, au début de 1943, une « lettre d'encouragement, cette lettre serait particulièrement bien accueillie. Il serait facile d'y glisser un mot qui serait comme une protestation, ou tout du moins comme l'expression de notre douleur et de notre étonnement au sujet de ces départs. »
Durant toute la Seconde Guerre mondiale, Dubourg multiplie les appels à la prière. Il entraîne lui-même à la chapelle Notre-Dame des Buis les pèlerins gravissant pieds nus la colline bisontine. En 1942, les missions reprennent. Les pèlerinages locaux sont aussi nombreux et fervents. Les mouvements continuent malgré la suppression de leur organe de liaison. Le 16 juin 1944, Dubourg, fait cette prière : « Notre-Dame de tous les sanctuaires de Franche-Comté, je vous supplie de sauver notre cité ; je fais le vœu de vous élever une statue monumentale sur la colline de Notre-Dame des Buis, si nous sommes protégés, si notre ville échappe à la destruction ». Et le 17 juin 1944 : « Je crois avec l'Église et avec tous ses fils, si nombreux en cette assemblée, qu'une nation ne peut vivre, prospérer et durer que si elle respecte Dieu et observe ses commandements. Dieu doit avoir sa place chez nous, la première place dans nos âmes, dans nos foyers, dans nos institutions. Il est le fondement irremplaçable de la morale. Je crois avec l'Église, que toute autorité vient de Dieu, l'autorité temporelle, comme l'autorité spirituelle. Nous devons aux chefs qui ont l'honneur et la charge de gouverner le pays, respect et soumission, et c'est un devoir de prier pour eux. Il plaît sans doute à beaucoup d'entendre rappeler ces vérités aujourd'hui. Je les ai affirmées en un temps où cela pouvait déplaire à certains. Ah ! c'est que, voyez-vous, les principes restent les principes. Et l'Église doit les enseigner à temps et à contre-temps, sans aucune recherche de popularité avec le seul souci de la vérité. (...) Bientôt, nous l'espérons, nous allons en finir avec la guerre, cette infernale broyeuse des corps. N'allons pas asservir les âmes, les étouffer dans la matière. (...) ». À la Libération, Dubourg donnera la consigne de réciter la prière suivante à Notre-Dame: « Reine de France, rends nous la paix, et, dans la concorde, réunis les Français. »

### Après-guerre
Pendant le conflit mondial, et bien après, Dubourg encourage les activités de la Croix-Rouge, les Œuvres d'assistance aux vieillards, le centre d'accueil aux Nord-Africains. Chaque année, il fait une longue visite à la prison de la Butte et réconforte personnellement chacun des prisonniers. Dès 1943, l'archevêque de Besançon avait renouvelé la Commission diocésaine d'art sacré, en collaboration avec François Mathey, qui sera conservateur en chef au musée des Arts décoratifs à Paris dans les années 1955 à 1986, et Mme Cornillor. Il décide de poursuivre les processions publiques de la Fête-Dieu qui ont repris pendant la guerre. Cette initiative est sanctionnée d'un procès qui sera annulé par le Conseil d'État. À l'automne 1945, les ressentiments engendrés par les luttes électorales conduisent Dubourg à supprimer le rassemblement prévu pour la fête du Christ Roi. Après l'ordination du Père Florin Callerand le 21 juin 1946, Dubourg le choisit comme secrétaire, puis comme confesseur. En octobre 1946, a lieu la rentrée du Collège Saint-Joseph, remis en état après l'occupation de l'armée allemande et inauguré par Dubourg. À cette occasion, il est entouré d'un très grand nombre de notables du monde intellectuel et commerçant, du clergé de la ville de Besançon et des amis de l'enseignement libre, dont beaucoup viennent de loin.
Dubourg aime voir les paroisses rassemblées en grandes manifestations. C'est le cas lors de la bénédiction de la première pierre en 1945 et de l'inauguration du monument votif à Notre-Dame de la Libération le 8 septembre 1949 qui rassemble 50 000 personnes, pour le Grand Retour de Notre-Dame de Boulogne en 1946, pour le Congrès de la Jeunesse qui regroupe 15 000 jeunes à Chamars (Besançon) le lundi de Pâques, 7 avril 1947, pour la venue des reliques de Sainte Thérèse de l'Enfant Jésus, le 3 mai 1947 ou lors de la prédication des trois Carêmes de 1938, 1945 et 1953,. La grande mission de Besançon est prêchée en 1948 dans chaque paroisse de la ville. Lorsque des quartiers neuf se créent, on y fonde une paroisse et on y construit une église : Colombier-Fontaine, Sainte-Thérèse de Belfort, Saint-Louis de Besançon, Sainte-Thérèse-de-l'Enfant-Jésus de Béthoncourt, Sainte-Croix de Sochaux (en 1942), le Sacré-Cœur d'Audincourt, Sainte-Jeanne-d'Arc de Belfort, Montreux-Château, Sainte-Suzanne, Tavey, etc. La Direction des Œuvres est répartie sur trois maisons : Besançon, Belfort, et Vesoul et une vingtaine d'aumôniers y sont détachés. Les doyennés du diocèse passent de 26 à 33 pour le Doubs, de 28 à 29 pour la Haute-Saône et de quatre à six pour le Territoire de Belfort. Certains projets tournent court : le Manuel diocésain, mis en œuvre avant-guerre ne connaît qu'une édition restreinte en 1948. Le scolasticat franciscain prévu auprès de Notre-Dame des Buis en 1945 ne peut se réaliser. La construction du monument de la Libération est jugée par certains trop coûteuse ou inutile. Les grandes réunions chères à Dubourg sont jugées trop extérieures et triomphales.
En mars 1950, Dubourg prend auprès de lui, comme nouveau secrétaire particulier, l'abbé Jean Nappez (qui le restera jusqu'en 1952). Il nomme alors son ancien secrétaire, le Père Florin Callerand, directeur de la villa Saint-Charles de Gouille et l'envoie à Châteauneuf-de-Galaure y rencontrer Marthe Robin. De ses rencontres avec Marthe Robin et à la suite de la grâce fondatrice reçue le 1er novembre 1950, reconnue par Dubourg, le jour de la proclamation par le pape Pie XII du dogme de l'Assomption, le Père Florin Callerand commence à prêcher des retraites à la villa Saint-Charles de Gouille, accompagné d'un premier noyau communautaire, inspiré du charisme des Foyers de Charité,. Sous le pontificat de Dubourg, les organismes diocésains se montrent très actifs. Un centre de musique religieuse a pour mission de promouvoir le chant collectif. Le Secours catholique s'implante avec force dans les trois départements comtois. La direction de l'Enseignement libre se développe. Les Fédérations sportives et l'Union française des colonies de vacances exigent des permanents rendus nécessaires par leurs nombreuses filiales. La Paroisse universitaire perce, particulièrement dans l'enseignement primaire. Ainsi sa Lettre aux instituteurs catholiques du Doubs, de la Haute-Saône et du Territoire de Belfort, née clandestinement, présente un tirage de 1 200 exemplaires en 1952. Elle perce aussi dans le domaine œcuménique en prenant des initiatives dans le cadre de la Semaine de l'unité.

Le chanoine Lucien Ledeur (1911-1975) est alors secrétaire de la Commission Diocésaine d'Art Sacré. La politique de restauration des églises anciennes et de construction d'églises nouvelles est remarquable au point que la revue L'Art Sacré leur consacre un numéro spécial en juillet-août 1952. En 1947, l'appel au peintre non-figuratif Alfred Manessier pour les vitraux des Bréseux ; en 1950, l'appel au peintre cubiste Fernand Léger, pour les vitraux, et au peintre avant-gardiste Jean Bazaine pour la mosaïque de l'église du Sacré-Cœur d'Audincourt ; la même année, l'appel au peintre non-figuratif Jean Le Moal pour la mise en couleur de l'église de Maîche ; et toujours en 1950, l'appel à l'architecte Le Corbusier, pour la reconstruction de la Chapelle Notre-Dame-du-Haut au sommet la colline de Bourlémont situé à Ronchamp,. Dubourg se montre solidaire des décisions prises et les assume, même s'il ne comprend pas toujours lui-même les œuvres novatrices : « Non pas que je fasse miennes toutes les conclusions de notre commission. Autre chose est autoriser l'exécution d'un travail, autre chose l'approuver comme œuvre parfaite, échappant à toute critique ». Non seulement, il doit souvent faire écran entre la Commission et les vicaires généraux, tous hostiles à ces innovations artistiques, mais il doit également faire bouclier et paravent entre le Saint-Siège et la Commission, ce qui permet à cette dernière de poursuivre son œuvre. En 1955, le Saint Office exige le retrait du chemin de croix réalisé par le sculpteur Gabriel Saury à l'église d'Orchamps-Vennes. L'archevêque Dubourg avoue, dans une boutade, qu'il peut dire adieu à son chapeau de cardinal... D'ailleurs l'importance de l'action de Dubourg se fera sentir après sa disparition. La Commission n'aura plus la possibilité de réaliser d'œuvres majeures. Dans une lettre qu'il adresse à Alfred Manessier, François Mathey, en présente, selon lui, les raisons : « Tout ce qui avait été plus ou moins possible au temps de Mgr Dubourg devint très difficile avec son successeur, Mgr Dubois, dont on sut qu'il avait été précisément nommé par Pie XII pour faire pièce au déviationnisme moderniste dont faisait preuve le Diocèse de Besançon, en proie aux fantaisies iconoclastes ».
Concernant l'œcuménisme, il n'y a pas encore de secrétariat particulier. Une première manifestation œcuménique a lieu, à la Libération, le 25 février, lorsqu'un office commun rassemble Dubourg et le pasteur Marchand, à la mémoire des victimes du nazisme. C'est à Belfort et Montbéliard, que l'on peut parler d'œcuménisme populaire, né à la fois des personnalités de l'abbé Jean Flory et du même pasteur Marchand, et des actions communes catholico-protestantes au temps de la Résistance. Au niveau de la presse, l'Éclair Comtois n'est pas repris mais un hebdomadaire vraiment diocésain apparaît, Cité Fraternelle, qui atteint le tirage de 23 000 exemplaires,. Entre 1956 et 1960, l'archidiocèse de Besançon ne comptera que 112 ordinations sacerdotales, ce qui conduira Dubourg à alerter les fidèles sur les risques que cette tendance pourrait engendrer si elle se confirmait. Certes, les congrégations religieuses inaugurent les congrès diocésains annuels en 1952 qui comptent de trois cents à cinq cents participantes. Mais leurs noviciats ne comptent que 163 entrées de 1952 à 1956. Cela représente la moitié moins que pour la période 1927-1935. Cependant l'aide en prêtres donnée par le diocèse bisontin à l'Église catholique de France et aux Missions catholiques s'accroît considérablement : l'Ordo donne 150 en 1938, 340 en 1953. L'abbé Roussel-Gall fonde les Travailleuses missionnaires de l'Immaculée Conception ; le frère Léon Taverdet devient prieur général des Frères missionnaires des campagnes ; l'abbé Morel est l'ami des plus grands artistes de l'époque et contribue à faire connaître Georges Rouault, artiste peintre, en France et ailleurs.

### Fin de vie
Dubourg vit ses derniers jours assisté de l'abbé Florin Callerand et lui conseille, afin de poursuivre l'œuvre commencée à la villa Saint-Charles de Gouille : « Va voir du côté de la Roche d'Or : là, il y a du soleil », faisant allusion à l'ensoleillement dont bénéficie la colline bisontine du même nom. L'abbé Florin Callerand suit son conseil et rachète une maison de dix pièces sur cette même colline en 1954,. Maurice Dubourg rend son dernier souffle le dimanche Modèle:Date-31, au petit matin, quelques jours avant les fêtes prévues pour son jubilé épiscopal,. Même si le grand cortège prévu à travers les rues de Besançon ne peut avoir lieu à cause du froid exceptionnellement mordant, son décès est salué par des « obsèques triomphales » : sont présents deux cardinaux, NNSS Feltin et Gerlier, respectivement archevêques de Paris et de Lyon, une vingtaine d'évêques, le  ministre des Anciens combattants et Victimes de guerre, André Mutter, venu par avion (il avait déposé sur le cercueil la cravate de Commandeur de la Légion d'honneur), une dizaine de parlementaires, un général, deux préfets, d'innombrables maires, et plus d'un millier de prêtres et religieux. Le cardinal Feltin, ancien curé de l'Église Sainte-Madeleine de Besançon, son compatriote comtois, prononce son oraison funèbre en la Cathédrale Saint-Jean de Besançon. Le deuil est conduit par Georges Béjot, les cordons tenus par deux clercs et quatre laïcs (MM. Georges Pernot, Saglio, Regani et Faivre). Cette disparition marque la fin d'une période pour le catholicisme en Franche-Comté, comme pour l'Église catholique de France. Le corps de Dubourg repose au sein du monument votif de Notre-Dame de la Libération. Au pied de sa statue funéraire, est lisible l'inscription : « 1878 - 1954. Ici repose s. Exc. Mgr Maurice Dubourg, Archevêque de Besançon ».

## Notre-Dame de la Libération

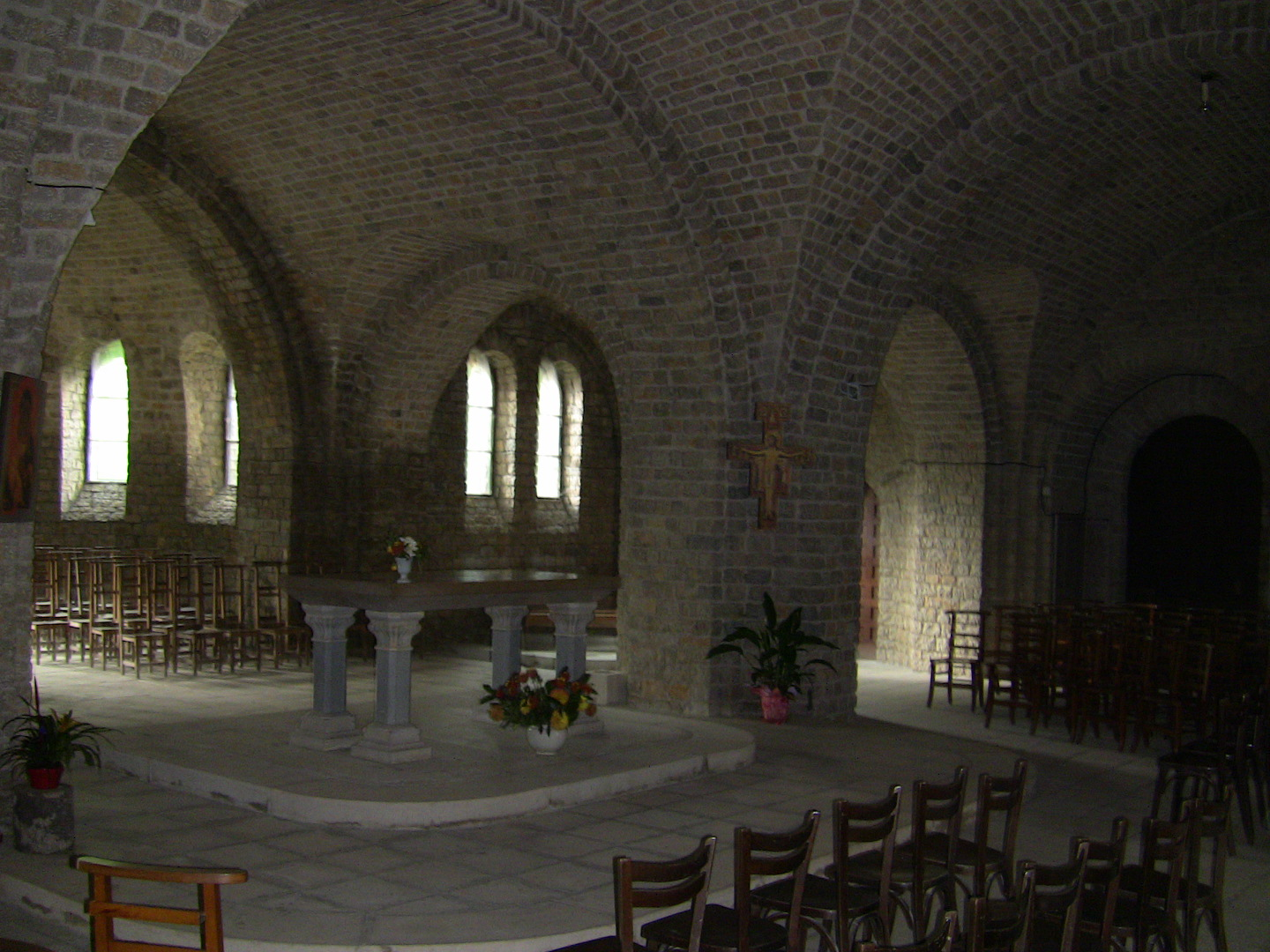
Crypte du Monument de la Libération.

L'Église de Notre-Dame de la Libération est un lieu de culte catholique édifié sur le sommet de la colline des Buis surplombant à près de cinq cents mètres d'altitude la ville de Besançon (Doubs). Le monument fut consacré au lendemain de la Seconde Guerre mondiale par Dubourg après que la capitale comtoise fut épargnée des bombardements. Par la suite, des plaques commémoratives tapissant les murs de l'édifice et rendant hommage aux diocésains ainsi qu'à l'ensemble des bisontins morts pendant la Seconde Guerre mondiale furent ajoutées, de même qu'une statue monumentale de sept mètres de haut sculptée par Henri-Paul Rey.

## Décorations
- Chevalier de la Légion d'honneur (décret du 21 juin 1916[66])
  -  Commandeur de la Légion d'honneur (décret du 23 janvier 1954[67])
- Croix de guerre 1914–1918, étoile de bronze

## Publications
- Des peines en matière de justice militaire, thèse de doctorat, Droit, Paris, Libr. nouvelle de droit et de jurisprudence, 1903, 274 p.
- Les retraites ouvrières: état actuel de la question en France et à l'étranger. Publication de l'Office Social du Sillon. Au Sillon, 31, Boulevard Raspail, Paris 7e, 1904, 78 p.
- L'État héritier, Faculté de droit de l'Université de Paris, impr. de Bonvalot-Jouve, 1907, 152 p.
- Les Tombes de nos soldats : allocution prononcée à la cérémonie du Souvenir français, le 20 janvier 1918, à la cathédrale de Besançon, Impr. de l'Est, Besançon, 1918, 12 p.
- Aux Français de 20 ans : sixième et neuvième commandements : entretiens d'un aumônier avec un soldat de la grande Guerre, impr. Jacques et Demontrond, Besançon, 1919, 1923, X-94 p.
- Après la vingtième année : lettres à un jeune homme, Marseille, Publiroc, 1930, XII-229 p.
- Lettre pastorale de Mgr l'archevêque de Besançon, à l'occasion de sa prise de possession, Impr. catholique de l'Est, Besançon, 1937, 14 p.
- Lettre pastorale de Mgr l'archevêque de Besançon sur l'instruction religieuse des persévérants, 1937.
- Lettre pastorale de Mgr l'archevêque de Besançon sur le sacrement et la vertu de pénitence, 1940.
- Lettre pastorale de Mgr l'archevêque de Besançon sur la paroisse, 1941.
- Regards sur le Ministère sacerdotal. Conférences à mes séminaristes, Cart, Besançon, 1942. In-8°, 318 p.
- Catéchisme. Diocèse de Besançon, impr. Jacques et Demontrond, Besançon, 1943, 443 p.
- Lettre-circulaire au clergé du diocèse, Archevêché de Besançon, 1945, 5 p.
- Lettre pastorale de Mgr l'archevêque de Besançon sur la Jeunesse, 1945.
- « Allocution prononcée aux obsèques de Mgr Charles Ginisty », in À la mémoire de Mgr Charles Ginisty : évêque de Verdun, 1914-1946, lettre de Mgr Petit au clergé et aux fidèles de son diocèse sur la mort et les funérailles de Mgr Ginisty.
- Lettre pastorale de Mgr l'archevêque de Besançon sur la communauté chrétienne, 1947.
- Lettre pastorale de Mgr l'archevêque de Besançon sur la vie liturgique : et Mandement pour le carême de l'an de grâce 1948, Impr. de l'Est, Besançon, 1948, 24 p.
- Patronage sportif bisontin : encouragements et consignes de Mgr Maurice Dubourg, Impr. de l'Est, Besançon, 1949, 32 p.
- Lettre pastorale de Mgr l'archevêque de Besançon sur la sainte Vierge dans notre vie, Impr. de l'Est, Besançon, 18 février 1949, 23 p.
- Lettre pastorale de Mgr l'archevêque de Besançon sur les laïcs dans l'Église, Impr. de l'Est, Besançon, 1950, 22 p.
- Lettre pastorale de Mgr l'archevêque de Besançon sur l'Eucharistie et nous, Impr. de l'Est, Besançon, 2 février 1951.
- Constitutions et directoire des Sœurs des Saints Noms de Jésus et de Marie, religieuses gardes-malades : la Marne, Montferrand-le-Château, Impr. de l'Est, Besançon, 1952, VI-118 p.
- La Famille éducatrice : lettre pastorale, Impr. de l'Est, Besançon, 1952, 20 p.
- Oraison funèbre de S.E. Mgr Gabriel Piguet: prononcée par S.E. Mgr Dubourg, en la cathédrale de Clermont, le 29 octobre 1952, Impr. régionale, Clermont-Ferrand, 1952, 19 p.
- Lettre pastorale de Mgr l'archevêque de Besançon sur le souci pastoral des élèves de l'enseignement public, 1952.
- Lettre pastorale de Mgr l'archevêque de Besançon sur le chrétien face à la misère de notre temps, Impr. de l'Est, Besançon, 1953, 20 p.
- Lettre pastorale de Mgr l'archevêque de Besançon sur l'Enseignement Libre, 1953.

### Sources bibliographiques
- Mgr J. Panier, Mgr Paul Gaillard (1884-1947), Éditions de l'Imprimerie de l'Est, Besançon, 1948.
- Cité fraternelle, Numéro spécial du souvenir, février 1954.
- Cité fraternelle, 8e année, no 437, dimanche 7 février 1954.
- Étienne Ledeur, Cent vingt ans de vie catholique dans le Diocèse de Besançon (1834-1954), Extrait de La société d'émulation du Doubs, 1965.
- Maurice Rey (sous la direction de), Histoire des diocèses de Besançon et de Saint-Claude, Paris, Beauchesne, 1977.
- Jean Thiébaud, Témoins de l'Évangile : Quinze siècles d'écrits spirituels d'auteurs comtois, L'Harmattan, Paris, 1999.
- Jean-Louis Clément, Les évêques au temps de Vichy : loyalisme sans inféodation : les relations entre l'Église et l'État de 1940 à 1944, Éditions Beauchesne, Paris, 1999.
- Joseph Pinard, « Le Jean XXIII de Franche-Comté », in Besançon Votre Ville (B.V.V.), février 2004, no 277, p. 42-43.